# Pujaudran
Pujaudran – miejscowość i gmina we Francji, w regionie Oksytania, w departamencie Gers.
Według danych na rok 1990 gminę zamieszkiwało 816 osób, a gęstość zaludnienia wynosiła 47 osób/km² (wśród 3020 gmin regionu Midi-Pireneje Pujaudran plasuje się na 404. miejscu pod względem liczby ludności, natomiast pod względem powierzchni na miejscu 658.).